# Whiplash (film)
Whiplash är en amerikansk dramafilm från 2014, skriven och regisserad av Damien Chazelle. Skådespelaren Miles Teller spelar som en ung jazztrummis vid namn Andrew Neiman som deltar i en av Amerikas bästa musikskolor, under ledning av skolans skräckinjagande jazzmaestro Terence Fletcher, spelad av J.K. Simmons. Övriga skådespelare inkluderar Paul Reiser, Melissa Benoist, Austin Stowell, Jayson Blair och Kavita Patil.
Filmen hade premiär i Sundance Film Festival den 16 januari 2014. Kort efter filmens premiär förvärvade Sony Pictures Worldwide de internationella distributionsrättigheterna. I Sverige visades filmen på Stockholms filmfestival den 11 november 2014 och på biografer den 6 februari 2015.

## Handling
Den 19-årige Andrew Neiman är en jazztrummis som studerar på en musikhögskola i New York. Terence Fletcher, som leder skolans främsta jazzensemble, upptäcker Andrew och tar med honom i sitt jazzband. Där får Andrew stå ut med hårt kränkande av Fletcher som ständigt förolämpar och hånar honom varje gång han inte uppnår Fletchers förväntningar. Desperat över att imponera på Fletcher övar Andrew tills han blöder från sina händer och gör slut med sin flickvän för att få bort all distraktion.

## Rollista
| Miles Teller    | – Andrew Neiman    |
| J.K. Simmons    | – Terence Fletcher |
| Paul Reiser     | – Jim Neiman       |
| Melissa Benoist | – Nicole           |
| Austin Stowell  | – Ryan Connolly    |
| Chris Mulkey    | – Uncle Frank      |
| Jayson Blair    | – Travis           |
| Kavita Patil    | – Sophie           |
| April Grace     | – Rachel Bornholdt |

## Utmärkelser
| Utmärkelse   | Kategori                  | Mottagare                                       | Resultat  |
| ------------ | ------------------------- | ----------------------------------------------- | --------- |
| Oscar        | Bästa manliga biroll      | J.K. Simmons                                    | Vann      |
| Oscar        | Bästa ljud                | Craig Mann, Ben Wilkins och Thomas Curley       | Vann      |
| Oscar        | Bästa klippning           | Tom Cross                                       | Vann      |
| Oscar        | Bästa film                | Jason Blum, Helen Estabrook och David Lancaster | Nominerad |
| Oscar        | Bästa manus efter förlaga | Damien Chazelle                                 | Nominerad |
| Golden Globe | Bästa manliga biroll      | J.K. Simmons                                    | Vann      |
| BAFTA Awards | Bästa manliga biroll      | J.K. Simmons                                    | Vann      |
| BAFTA Awards | Bästa ljud                | Craig Mann, Ben Wilkins och Thomas Curley       | Vann      |
| BAFTA Awards | Bästa klippning           | Tom Cross                                       | Vann      |
| BAFTA Awards | Bästa regi                | Damien Chazelle                                 | Nominerad |
| BAFTA Awards | Bästa originalmanus       | Damien Chazelle                                 | Nominerad |